# Felipe Aranda
Felipe Aranda (3 de febrer de 1642, Moneva - † 3 de juny de 1695, Saragossa) fou un teòleg jesuïta espanyol.

## Biografia
El 1658 entrà a la Companyia de Jesús i estudià teologia i filosofia a Saragossa. Estigué connectat a la Inquisició d'Aragó i era examinador sinodal de l'arxidiòcesi de Saragossa.
És descrit per Miguel de San José a la seva Biographica Critica com un teòleg de gran agudesa, eloqüent discurs i un atleta pràctic i expert en l'arena escolàstica.
Fou feroçment atacat en un treball satíric per Martín Serra, un dominic.

## Obres
Publicà un tractat el 1693, De Deo sciente, praedestinante et auxiliante, el qual examina el tema de la scientia media, i il·lustra les qüestions de predestinació i gràcia divina. Explica la ment de Sant Agustí, i sense dificultat, segons els comentaris de la seva obra, explica el significat de les seves expressions difícils, sostenint que no contenen cap referència a qualsevol "predestinació", una paraula que no fou mai emprada pel Gran Doctor. Afegeix un apèndix sobre per què la processió de la Segona Persona s'anomena generació.